# Gat d'Iriomote
El gat d'Iriomote (Prionailurus bengalensis iriomotensis; japonès: 西表山猫 Iriomote-yamaneko) és un gat salvatge de la mida d'un gat domèstic que viu exclusivament a l'illa japonesa d'Iriomote. Es tracta d'una subespècie del gat de Bengala És considerat un fòssil vivent per molt biòlegs donada l'escassa evolució que ha tingut des de la seva forma primitiva. El gat d'Iriomote és un dels felins més amenaçats, amb una població estimada de menys de 100 individus. Té un pelatge de color marró fosc i una cua gruixuda, i no és capaç de retraure les urpes.

## Nom
Quan fou descobert el 1965, fou considerat com a supervivent d'una línia extinta de felins i situat en el gènere Mayailurus com a Mayailurus iriomotensis. Posteriorment fou designat com a subespècie del gat de Bengala, abans de ser elevat al nivel d'espècie dins del mateix gènere que el gat de Bengala, el gènere Prionailurus. Aquesta visió encara està en discussió: algunes autoritats encara demanen classificar al gat d'Iriomote com a espècie separada, donat que té un aspecte bastant diferent al del gat de Bengala de terra ferma. Els habitants de l'illa d'Iriomote el coneixen com Yamamayaa ('gat de muntanya') o Yamapikaryaa ('ulls escumosos de muntanya') o Pingiimayaa ('gat fugit').

## Descripció
El gat d'Iriomote té taques de color gris bru fosc disposades en files longitudinals que marquen el seu cos. Les taques tendeixen a unir-se formant bandes. Cinc o set ratlles fosques recorren el seu coll, i dues línies blanques que surten de les cantonades dels ulls, recorren les galtes. Gruixuda i espessa, la seva cua és relativament curta, i presenta taques a la base i és anellada cap a la punta. Els respatllers de les seves orelles arrodonides són de color negre i tenen un taca central de color blanc. El premolar anterior superior està absent. Aproximadament la mateixa mida que un gat domèstic, el gat d'Iriomote té el cos característicament allargat, les potes curtes i el ventre baix d'un depredador que s'alimenta a la vegetació espessa.
La longitud mitjana de cos i cap de les femelles és de 48 centímetres (sense la cua), mentre que la dels mascles, lleugerament més grans, és de 53-56 centímetres (també sense la cua). En els dos sexes la longitud del cap i del cos va dels 38 als 65 centímetres, amb una alçada de 25 centímetres a l'espatlla, una cua que fa entre 16 i 45 centímetres, i un pes que oscil·la entre 3 i 7 quilograms.

## Hàbitat i distribució
Els 292 km² de l'illa d'Iriomote es troben al límit sud que les illes japoneses de Ryukyu, les quals es troben a 200 km a l'est de Taiwan. Es tracta d'una illa muntanyosa i coberta de boscos subtropicals de fulla perenne i ample amb densos manglars al llarg dels estuaris. La muntanya més alta només fa 470 metres.
Aquest felí endèmic es troba prop de l'aigua, arreu de l'illa, incloses platges i terres de cultiu. Només evita les zones més densament poblades. Dissortadament, mostra una preferència per les zones de boscos costaners, les quals són principalment fora de les zones protegides de l'illa i a través d'on s'ha construït la carretera de l'illa.

## Comportament
El gat d'Iriomote és un animal solitari, malgrat que els seus territoris es poden solapar. Els territoris dels mascles poden variar de 2,1 a 4,7 km², mentre que el de les femelles varian entre 0,95 i 1,55 km².
Caçant de dia i de nit tant als arbres com a terra, el gat d'Iriomote és un depredador oportunista. Es diu que és més nocturn a l'estiu que a l'hivern. Durant el dia s'amaga a esquerdes entre les roques o forats als troncs dels arbres, deixant de caçar al crepuscle. En captivitat és un nedador entusiasta que juga a l'aigua. Conegut per creuar rius a la natura, és probable que també capturi peixos i crancs a l'aigua. La cacera és una persecució lenta que acaba amb un carrera ràpida per matar.

## Dieta
Un estudi descobrí que el 50% de la biomassa de preses eren mamífers, amb un 25% d'ocells i un 20% de rèptils. A l'estiu, l'èmfasi de l'espècie sobre mamífers sembla disminuir, amb més ocells i rèptils capturats. Numèricament els insectes són importants, ja que representen una tercera part del total dels elements trobats en la seva matèria fecal, amb 39 espècies d'escarabat identificades. El gat d'Iriomote s'alimenta de megaquiròpters, rates negres, senglars, ardèids nocturns, guatlles, ràl·lids, colúmbids, granotes, xots, alcedínids, pit-roig japonès, túrdids, corbs i escíncids. S'han identificat més de 95 espècies als seus excrements.

## Reproducció
S'ha observat en animals captius, que perden pes a l'hivern i passen més temps marcant el territori. Això és vist com a preparació per l'aparellament. Se'ls veu més sovint en parella a l'hivern i se'ls sent vocalitzar. Els mascles sovint lluiten. Miolen i udolen com els gats domèstics. Es creu que l'aparellament té lloc entre febrer i març i entre setembre i octubre.
Després d'un període de gestació d'uns 60 dies, donen a llum de 2 a 4 cries en un cau en una esquerda a la roca o en un forat als arbres. Els gatets maduren molt més ràpid que gats domèstics, i són deixats a la seva sort als 3 mesos d'edat.
El 1999, es publicà un estudi especial sobre la reproducció del gat d'Iriomote.

## Estat de conservació
Tot just sobreviuen 100 individus a causa de la destrucció d'hàbitat i l'excés de caça. Encara que el 1977 el gat d'Iriomote fou declaret un Tresor Nacional Japonès, les pressions del desenvolupament suposen una amenaça molt greu. Un terç de l'illa ha estat declarat reserva natural, i la captura per qualsevol raó està estrictament prohibida. No obstant això, l'espècie continua en declivi. Izawa (1990) informà que la densitat de get d'Iriomote era relativament baixa dins del Parc nacional donat que prefereixen els límits dels boscos, les zones costaneres i les terres baixes, la majoria de les quals estan fora de les àrees protegides. No hi ha poblacions de cria en captivitat.
La UICN ha catalogat al gat d'Iriomote com a en perill greu, a la vora de l'extinció. Donat que el gat d'Iriomote no és subjecte de comerç, el CITES només ha declarat que el comerç internacional ha de ser estrictament regulat, i l'ha inclòs a l'Appendix II.
Els gats domèstics salvatges competeixen amb el gat d'Iriomote per l'aliment, encara que de moment no sembla que hi hagi problemes amb el mestissatge de les dues espècies. La hibridació podria diluir la reserva genètica del gat d'Iriomote i podria ser una amenaça desastrosa a llarg termini per la integrat de l'espècie. En aquest sentit s'han fet propostes per erradicar els gats salvatges de l'illa.
La Japanese Environmental Agency (en català, Agencia de Medi Ambient japonesa) ha establert programes d'alimentació pel gat nadiu. Des de 1979, s'han proporcionat pollastres domèstics a 20 llocs d'alimentació. No obstant això, aquest fet ha causat problemes donat que ara consideren els ramats dels grangers com a font natural de recursos. El 1983, el gat d'Iriomote va començar a atacar als pollastres domèstics a les cases de poble. Un nombre significatiu també han mort a les carreteres. Malgrat aquests problemes, molts dels habitants d'Iriomote estan orgullosos del «seu» gat.

## Estudis recents
El gat d'Iriomote fou identificat per primer cop el 1967 pel biòleg Imaizumi. Un nou estudi enfocat en el gat d'Iriomote està actualment en curs a la Universitat de les Ryukyus, sota la direcció del Prof. Masako Izawa, el qual ha estat estudiant l'espècie des de 1982.

## Cultura
El gat d'Iriomote ha estat designat per govern del Japó com a Monument Natural Especial.